# 甲斐説宗
甲斐 説宗（かい せっしゅう、1938年11月15日 - 1978年10月31日）は、日本の現代音楽の作曲家。兵庫県三田町（現在の三田市）出身。

## 略歴
東京藝術大学作曲科で長谷川良夫に師事。卒業後、当時の西ドイツのベルリン音楽大学で主にボリス・ブラッハー、ヨーゼフ・ルーファーに師事。ブラッハーと合作をするほどの仲のよさであった。ジェルジ・リゲティのレッスンも受けた。後に東京学芸大学で教え、嶋津武仁や井上郷子などの優れた後進を指導した。1969年、ヴィオッティ国際音楽コンクール入賞。1970年、ベルリン国際作曲コンクール入賞。
寡作ながらも評価の高い作品を作り続けたが、1978年に心不全及び甲状腺癌の肺転移により39歳で世を去る。哲学者の市川浩はその死を悼み、エッセイ「あまりにも早きねむり‐甲斐説宗追悼‐」を著した。

## 作風
帰国後は、リゲティやグレツキからの影響を昇華した独自の作風を展開し、「簡素な初期設定を耳で追える楽しみ」を追求した。原田力男のように絶賛するプロデューサーにも恵まれ、また良き理解者や演奏家にも助けられた。「三人のマリンバ奏者のための音楽」（1975年 - 1977年）や「五人の奏者のための音楽」（1970/1971年）、「ピアノのための音楽 I 」（1974年）など、楽器編成をそのままタイトルとした作品が多い。また、鈴木昭男考案の創作楽器「アナラポス」のために、「アナラポスのためのインターアクティヴィティ」（1977年）を作曲している。テープ音楽にも理解を示し、簡素な素材の変形だけの「テープのための音楽」を作曲した。
晩年は小節線を廃した「ヴァイオリンとチェロのための音楽 II」（1975年 - 1976年）や四分音符と四分休符のみで作曲された「ヴァイオリンとピアノのための音楽 II」（1978年）などに見られるように、切り詰められたストイックな境地に到達した。弟子のピアニスト井上郷子によると、最晩年には「庭で植木にポッチン、ポッチン、ハサミを入れる庭師の仕事のような、そういうふうな作曲ができればなあ」と語っていたという。事実、ほとんどの作品に改訂が施されている。
フル・オーケストラ作品は習作以外残されることがなかったが、創作ノートには完成させる意向の作品プランが記されていた。未完に終わった「コントラバスとピアノのための音楽」は川島素晴が補筆し完成させた。

## 作品
没後20年演奏会チラシ、国立音楽大学図書館OPACより作成。

### 管弦楽
- オーケストラのためのパッサカリアとフーガ（1962）
- オーケストラのための緩急（1964）

### 室内楽
- 弦楽四重奏曲（習作） (1961)
- 弦楽四重奏曲　一楽章形式による (1963)
- 12人の奏者のための4つの楽章 (1966)
- ヴァイオリンとピアノのための音楽 '67 (1967)
- 4つのチェロのための音楽 (1969-1970)
- トリガ　室内オーケストラのための (1970)
- コントラバスとピアノのための音楽 (1970頃)
- 5人の奏者のための音楽 《7分打ち》 (1970-1971)
- トロンボーンと打楽器のための音楽 (1971)
- 2台のピアノのための音楽 (1972頃)
- 4人のフルート奏者と1人の打楽器奏者のための音楽 (1972-7973)
- 2人の打楽器奏者のための音楽 (1973)
- 10人の邦楽器奏者のための音楽 (1973-1974)
- ヴァイオリンとチェロのための音楽 I (1975)
- ヴァイオリンとチェロのための音楽 II (1975-1976)
- 5人の奏者のための音楽’71 (1971)
- ヴァイオリンとピアノのための音楽 II (1978)
- フルートとピアノのための音楽 (1978)
- 5人の奏者のための音楽 '77 (1977)
- 3人のマリンバ奏者のための音楽 (1975-1977)

### 独奏曲
- ピアノのための音楽  (1974)
- フルート・ソロのための音楽 (1975-1976)
- ピアノのための音楽 II (1975-1976)
- アナラポスのためのインターアクティヴィティ (1977)

### 声楽
- メゾソプラノとフルートのための音楽 《4つの歌》 (1968-1969)

### テープ音楽
- テープのための音楽 (1978)[5]

## 家族・親族
- 娘はヴァイオリニストの甲斐史子。